# Tilen Trotovšek
Tilen Trotovšek, slovenski hokejist na travi, * 3. junij 1976, Ljubljana. 
Tilen Trotovšek je bil igralec UHK Svoboda iz Ljubljane in italijanskega AR Fincantieri iz Tržiča. V karieri je kot posojen igralec zaigral tudi za HK Triglav Predanovci. Bil je član slovenske reprezentance v hokeju na travi. Je tudi športni komentator na Šport TV.

## Igralska kariera
Hokej je začel trenirati pri viškem HK Svoboda, ki je bil le tristo metrov oddaljen od njegovega doma. V člansko ekipo se je, kot talentiran igralec, prebil hitro in prvi večji uspeh dosegel z osvojitvijo naslova dvoranskega prvaka leta 1995. Dobre igre na tem prvenstvu so ga pripeljale tudi v reprezentanco v dvoranskem hokeju za katero je leta 1995 zbral štiri nastope. 
Leta 1996 je zaigral tudi na svojem prvem evropskem klubskem dvoranskem prvenstvu skupine C v Sofiji in osvojil končno peto mesto. Kmalu za tem, je kot posojen igralec, zaigral za HK Triglav Predanovci na evropskem klubskem prvenstvu pokalnih zmagovalcev skupine C v švicarskem Wettingenu in prav tako končal na petem mestu. Dobre igre so ga pripeljale tudi v državno reprezentanco v hokeju na travi, za katero je debitiral na Panonskem pokalu septembra 1996 v Zagrebu.
V letu 1997 je najprej osvojil še svoj drugi naslov državnega prvaka v dvoranskem hokeju ter nato ponovno kot posojen igralec, zaigral za HK Triglav na evropskem klubskem pokalnem prvenstvu skupine C na Dunaju, kjer je končal na sedmem mestu. Leta 1998 je osvojil še svoj tretji in hkrati tudi zadnji naslov dvoranskega prvaka, nato pa še bronasto medaljo na evropskem klubskem dvoranskem prvenstvu skupine C v Beogradu. Medalja s tega prvenstva je sploh prva evropska medalja za slovenski hokej na travi.
Konec leta 1998 je začel igrati tudi za AR Fincantieri v italijanski tretji ligi. Tilen Trotovšek je prvi Slovenec, ki je zaigral za kak tuj klub v hokeju na travi. V letu 1999 se je skupaj z UHK Svoboda udeležil evropskega klubskega pokalnega prvenstva v Moravskih Toplicah in končal na sedmem mestu. Po enoletnem premoru leta 1999 je ponovno zaigral na dvoranskem prvenstvu leta 2000 in s tretjim mestom doživel rezultatski neuspeh. V uteho pa mu je bilo priznanje za najboljšega igralca na tem prvenstvu. Nato je zaigral še na svojem tretjem evropskem dvoranskem klubskem prvenstvu v nizozemskem Venlu in osvojil končno četrto mesto.
V letih 1998 do 2002 je z ekipo AR Fincantieri, kar štirikrat končal na nehvaležnem drugem mestu v italijanski tretji ligi.
Leta 2003 se je vrnil k matičnemu klubu in zaigral na evropskem klubskem dvoranskem prvenstvu skupine C v Bruslju in osvojil četrto mesto. Kariero je nato tudi zaključil v dresu UHK Svoboda, ko je v finalu slovenskega pokala 2003 izgubil proti HK Lek Lipovci in osvojil drugo mesto.
Za slovensko reprezentanco v hokeju na travi je med letoma 1996 in 2001 zbral trinajst nastopov, med strelce pa se ni uspel vpisati.           

## Ostalo
Tudi po koncu kratke hokejske kariere ostaja v športu. Od leta 2001 do leta 2006 je bil novinar radia Šport, kjer je tri leta opravljal tudi uredniško funkcijo. Prav tako je bil prvi urednik športa na Info TV. Od leta 2006 je od samega začetka glavni in odgovorni urednik prve slovenske športne televizije, Šport TV, kjer opravlja tudi delo komentatorja hokejskih in nogometnih tekem.